# András Kelemen
András Kelemen (ur. 17 maja 1940 w Budapeszcie) – węgierski polityk i lekarz, poseł do Zgromadzenia Narodowego, eurodeputowany V kadencji.

## Życiorys
Absolwent medycyny na Budapeszteńskim Uniwersytecie Medycznym (1966). Pracował jako lekarz, specjalizując się w zakresie psychiatrii.
W 1990 został po raz pierwszy wybrany na posła do Zgromadzenia Narodowego z ramienia Węgierskiego Forum Demokratycznego. Z powodzeniem ubiegał się o reelekcję w 1994, 1998 i 2002. Był sekretarzem politycznym w ministerstwie opieki społecznej (1990–1992) oraz ministerstwie spraw zagranicznych (1992–1994). Jako zastępca członka reprezentował krajowy parlament w Konwencie Europejskim. Od 2003 był obserwatorem w Parlamencie Europejskim V kadencji, a od maja do lipca 2004 pełnił funkcję europosła. W 2004 odszedł z MDF, dołączył później do Fideszu. Z listy tego ugrupowania ponownie wybrany do Zgromadzenia Narodowego w 2006, zasiadał w krajowym parlamencie do 2010.